# UFC on Fuel 3
UFC on Fuel 3는 얼티밋 파이팅 챔피언십 대회 중 하나이다. UFC on Fuel TV: 정찬성 대 포리에의 경기가 (속칭 UFC on Fuel TV 3) 5월 15일에 미국 버지니아주 페어팩스시에 있는 페이트리어트 센터에서 열렸다. 처음에는 UFC on FX 3로 불렸으나 곧 Fuel TV event로 정정됐다. 메인경기에 정찬성이 더스틴 포리에를 상대로 각 5분짜리 다섯 라운드 경기를 치룰 예정이었고, 4라운드 1분 7초만에 승자가 된 정찬성은 현 챔피언인 조제 알도와 UFC 페더급 챔피언전 경기를 갖게 됐다.